# Sainte Famille avec le petit saint Jean
Sainte Famille avec le petit saint Jean – en italien Sacra famiglia ou Madonna con Bambino e san Giovannino – est un tableau réalisé par le peintre italien Parmigianino vers 1528. Cette tempera sur toile est une peinture chrétienne qui représente la Sainte Famille en compagnie du petit Jean le Baptiste, dont Marie caresse la joue au-dessus de l'Enfant Jésus endormi. Ils sont installés sous un arbre derrière lequel l'arrière-plan figure Joseph occupé à lire debout. L'œuvre est conservée au musée de Capodimonte, à Naples.